# Bartolomeo Asquasciati
Bartolomeo Asquasciati (Sanremo, 3 dicembre 1877 – Sanremo, 2 aprile 1933) è stato un alpinista italiano.

## Biografia
Nacque a Sanremo il 3 dicembre 1877 da Giovanni Battista Asquasciati e Caterina Bigio. Il padre Giovanni Battista era stato cofondatore, nel 1867, della Casa Bancaria Fratelli Asquasciati, assieme ai fratelli Carlo Felice e Bartolomeo (sindaco benemerito di Sanremo per quindici anni), lanciando la definitiva ascesa economica e sociale di quella che fu una delle principali famiglie di Sanremo e dell'estremo Ponente Ligure tra la fine dell'Ottocento e il primo dopoguerra. Anche la madre apparteneva a nota famiglia imprenditoriale locale, figlia di Giacomo Antonio Bigio, imprenditore dell'industria olearia.
Bartolomeo studiò prima presso il Regio Collegio Carlo Alberto di Moncalieri, e quindi frequentò l'Università di Parma, ove si laureò in giurisprudenza. Dopo la laurea non esercitò mai la professione forense, impiegandosi nella banca di famiglia, occupazione che gli permise tra l'altro di assecondare la passione per i viaggi, portandolo a conoscere in maniera approfondita la Francia, l'Inghilterra, l'Austria e la Germania.
All'età di trent'anni sposò Federica Romamengo, dalla quale ebbe due figli: Carlo e Adele. Durante la prima guerra mondiale, fu segretario particolare di Donato Antonio Tommasi (1867-1949) presso il Tribunale Supremo di Guerra e Marina a Roma e per i servigi resi fu insignito della Croce di Cavaliere della Corona d'Italia.
Già prima del conflitto l'Asquasciati aveva intrapreso l'attività di alpinista ed esploratore dell'entroterra sanremasco e delle Alpi Marittime. Come molti benestanti coevi, viveva con intensità pioneristica un hobby le cui caratteristiche si intrecciavano tra interessi scientifici, sportivi, puramente esplorativi e di semplice diletto privato. 
La sua attività non solo produsse l'ascesa di molte vette ancora inviolate, ma anche ripetizioni di ascensioni, spesso con varianti importanti di salita o di discesa. Inoltre, l'Asquasciati esplorò tutto l'entroterra imperiese individuando e divulgando molti sentieri escursionistici, nonché elaborando varianti a sentieri già noti. La passione per l'esplorazione non si limitò in lui al gesto atletico in sé; sempre accompagnato dalla macchina fotografica, che usava personalmente con una certa perizia, fu divulgatore assai prolifico: articoli, monografie, descrizioni di ascensioni o di tracciati escursionistici, spesso pubblicate a cura del Club Alpino Italiano, al quale era iscritto come a quello francese e a svariate associazioni analoghe in Francia e Svizzera. Forse la più consultata fu la guida "Contrafforti e Alpi Liguri", pubblicata nel 1924 a cura del C.A.I., sezione "Alpi Marittime" di Imperia e raccomandata dal Ministero della Guerra agli Ufficiali per l'accuratezza di immagini e descrizioni. 
Di notevole valore, anche estetico, gli album e i "quadri fotografici" divulgativi che Asquasciati realizzava con la collaborazione dell'amico Silvio Amoretti, abile calligrafo e disegnatore che lo affiancò nell'opera di direzione della sezione locale del C.A.I. La collaborazione col Club Alpino Italiano lo spinse, infatti, ad essere per molti anni vicepresidente della sezione imperiese e ad essere tra i fautori della creazione della sottosezione di Sanremo, che diresse dal 1925. Dal suo ruolo all'interno del Club si spese personalmente per la realizzazione del Rifugio "Imperia-Sanremo" al Lago Verde del Basto (in alta Valmasca) che, inaugurato nel luglio 1928, venne poi intitolato alla memoria del barone Guglielmo Kleudgen, collega e compagno di Asquasciati, prematuramente scomparso in un incidente di montagna.
Sempre alla sezione Alpi Marittime del C.A.I., donò un trofeo da porre in palio nella gara annuale di sci alpinismo intitolata a Bartolomeo Asquasciati, che vide la sua prima edizione nel febbraio 1929. Anche questa competizione venne successivamente intitolata allo scomparso G. Kleudgen, e sotto tale nome viene tutt'oggi disputata.
Fu socio anche del Touring Club Italiano, il quale si avvalse della sua collaborazione e consulenza per la revisione e l'aggiornamento di tutte le carte della Riviera ligure e dell'arco alpino. A tributo dell'importanza pioneristica delle imprese alpinistiche dell'Asquasciati, il Club Alpino Italiano volle intitolargli nel 1929 una cima del Massiccio del Monte Clapier, da lui scalato per la prima volta dalla cresta est: la quota 3034 da allora è nominata "Punta Asquasciati".
Colto da malattia, in soli quattro giorni morì il 2 aprile 1933 a Sanremo, all'età di 55 anni.

## Archivio
Il materiale componente il fondo di Bartolomeo Asquasciati, tanto quello documentario e fotografico, quanto la vasta collezione di libri tematici legati alla montagna e all'alpinismo, pervenne alla Biblioteca civica dott. Francesco Corradi di Sanremo, dove è conservato,  attraverso i discendenti di Bartolomeo Asquasciati, in ottemperanza delle sue volontà testamentarie.